# Choenkännchen

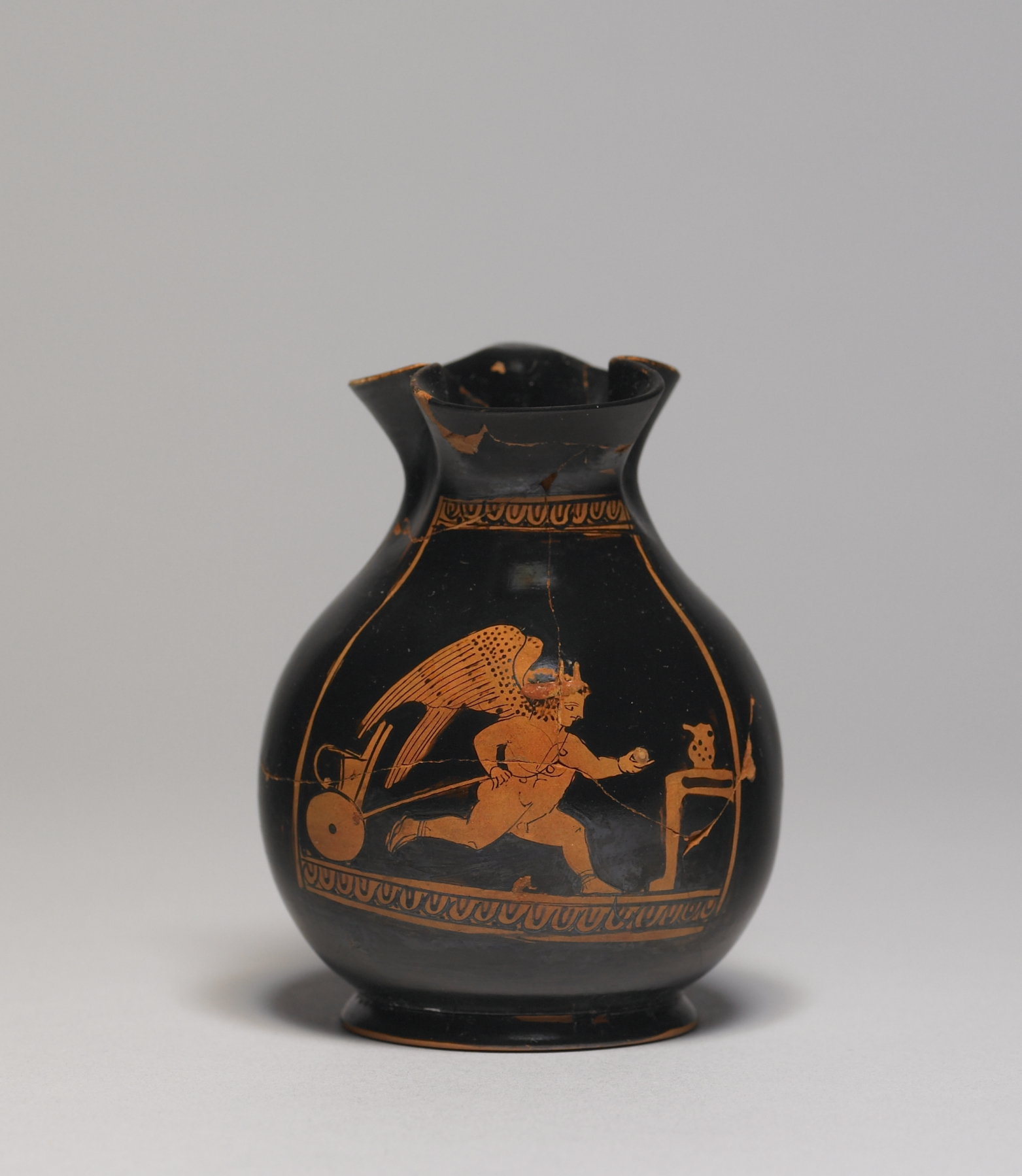
Choenkännchen, um 410 v. Chr., Walters Art Museum, Baltimore 48.206

Das Choenkännchen, auch Choenkanne (von altgriechisch χέειν chéein, deutsch ‚gießen‘), ist eine kleine, gedrungene, bauchige Oinochoe (Kanne) vom Typ 3 mit einer Kleeblattmündung aus der griechischen Antike. Ihre Produktion beginnt nach 500 v. Chr., die meisten stammen aus der Zeit von 430 bis 390 v. Chr.
Es handelt sich um eine verkleinerte Form des Chous (Χοῦς). Dieses Gefäß fand besonders während des Choenfestes (auch bezeichnet als Kannenfest) am zweiten Tag der dionysischen Anthesteria beim Wetttrinken Verwendung. Aus Anlass des Festes wurden kleine Choes, die sogenannten Choenkännchen, an dreijährige Kleinkinder verschenkt. Ihre Darstellungen zeigen meist spielende Kinder. Diese zumeist vertretene Deutung ist jedoch nicht völlig sicher.